# M106

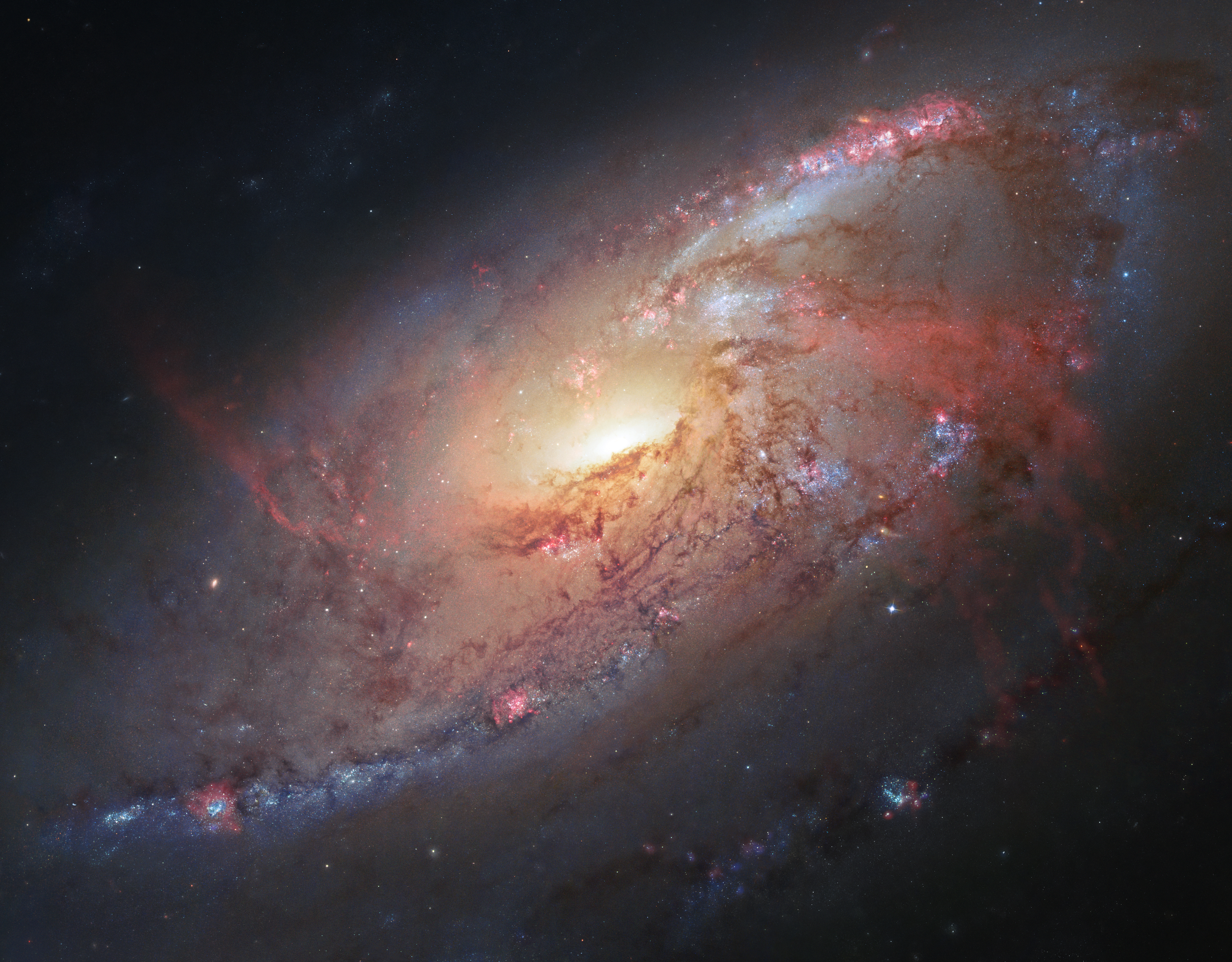
M106 (Telescopio spaziale Hubble)

M 106 (conosciuta anche come NGC 4258) è una galassia a spirale visibile nella costellazione dei Cani da Caccia; sembra che il suo interno ospiti un buco nero supermassiccio.

## Osservazione

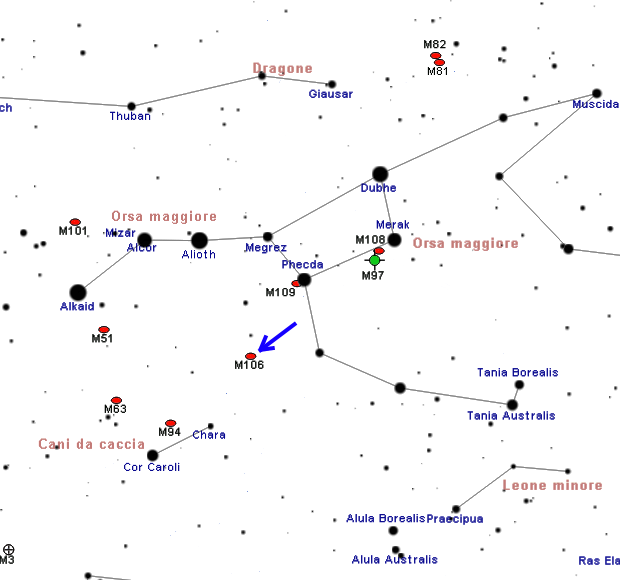
Mappa per individuare M106.

M106 si trova circa 2° a sud della stella 3 Canum Venaticorum, un astro di quinta magnitudine posto alcuni gradi a sud-est di Phecda, quest'ultima parte dell'asterismo del Grande Carro; grazie alla sua brillantezza è facilmente individuabile anche con un binocolo 10x50, a patto che però la notte sia propizia, in cui appare come una macchia di forma ovoidale. Un telescopio amatoriale di piccole dimensioni è in grado di mostrare il nucleo, più luminoso, mentre strumenti da 150-200mm di apertura sono il minimo richiesto per l'individuazione di alcuni particolari come l'irregolarità della luminosità dell'alone e i bracci di spirale.
La sua declinazione è molto settentrionale: infatti questa galassia si presenta circumpolare da gran parte dell'emisfero boreale, come gran parte dell'Europa e parte del Nordamerica; dall'emisfero australe invece è possibile osservarla fino alle latitudini temperate medie. Il periodo migliore per la sua osservazione nel cielo boreale è quello compreso fra gennaio e agosto.

## Storia delle osservazioni
M106 fu scoperta da Pierre Méchain nel luglio del 1781; egli la descrisse come un oggetto nebuloso posto fra l'Orsa Maggiore e i Cani Venatici. Charles Messier osservò quest'oggetto e le indicò la posizione, ma non lo inserì nel suo famoso catalogo poiché era già stato pubblicato; solo negli anni cinquanta del XX secolo questo catalogo fu esteso. L'ammiraglio Smyth la descrisse come una nebulosa bianca piuttosto larga e ovale, orientata da NW a SE e con un nucleo più luminoso nella regione sud e i bordi laterali più netti delle sue estremità; infine, Padre Heinrich Ludwig d'Arrest la osservò con un telescopio da 280mm di apertura, descrivendola come un oggetto complesso dal nucleo brillante e braccia estese a nord e a sud.

## Caratteristiche

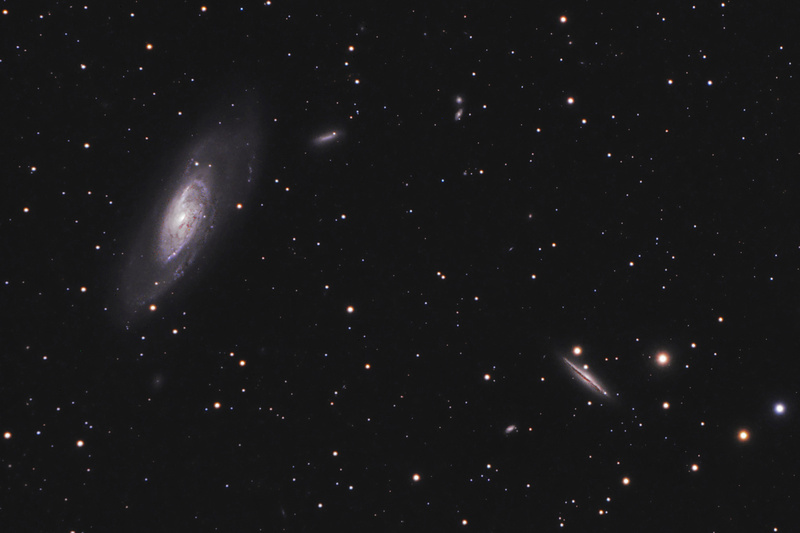
M106 e la sua compagna NGC 4217.

M106 è un esempio di galassia di Seyfert; la rilevazione di inconsuete emissioni di onde radio e raggi X osservate tramite il radiotelescopio Very Large Baseline Array indica che probabilmente parte della galassia sta precipitando in un buco nero supermassiccio situato nel suo centro: nel nucleo infatti sembra che sia contenuta una massa pari a 36 milioni di masse solari, concentrata in un volume compreso fra 1/24 e 1/12 di anno luce, ossia fra 12.000 a 54.000 UA.
La forma di M106 ricorda quella della Galassia di Andromeda (M31), ma con una diversa inclinazione, in modo che siano così visibili perfettamente tutte le strutture delle nubi di polveri sul piano galattico; i bracci di spirale sono ricchi di regioni H II che nelle immagini si mostrano di colore blu e rosso, a seconda se siano associate o meno ad ammassi di stelle particolarmente calde e luminose. Nel 1981 fra i suoi bracci è apparsa una supernova, classificata come SN 1981K, che raggiunse la sedicesima magnitudine apparente; non essendo stato analizzato lo spettro, non si è mai saputo che tipo di supernova fosse. La distanza della galassia è stimata sui 21-25 milioni di anni luce e la sua massa totale è pari a circa 190 miliardi di masse solari; si allontana da noi alla velocità di 537 km/s.

### Libri
- (EN) Stephen James O'Meara, Deep Sky Companions: The Messier Objects, Cambridge University Press, 1998, ISBN 0-521-55332-6.

### Carte celesti
- Toshimi Taki, Taki's 8.5 Magnitude Star Atlas, su geocities.jp, 2005. URL consultato il 7 novembre 2010 (archiviato dall'url originale il 5 novembre 2018). - Atlante celeste liberamente scaricabile in formato PDF.
- Tirion, Rappaport, Lovi, Uranometria 2000.0 - Volume I - The Northern Hemisphere to -6°, Richmond, Virginia, USA, Willmann-Bell, inc., 1987, ISBN 0-943396-14-X.
- Tirion, Sinnott, Sky Atlas 2000.0 - Second Edition, Cambridge, USA, Cambridge University Press, 1998, ISBN 0-933346-90-5.
- Tirion, The Cambridge Star Atlas 2000.0, 3ª ed., Cambridge, USA, Cambridge University Press, 2001, ISBN 0-521-80084-6.